# Tina Bokuchava
Tinatin «Tina» Bokuchava (Tiflis, 29 de mayo de 1983) es una diplomática y política georgiana que se desempeña como presidenta del partido europeísta Movimiento Nacional Unido y líder de la oposición desde junio de 2024, también ejerce como miembro del Parlamento de Georgia desde 2012.
Funcionaria de la administración del primer ministro Míjeil Saakashvili, se incorporó al servicio público de Georgia después de estudiar en Estados Unidos y, tras una breve etapa como diplomática, se convirtió en jefa adjunta de la Cámara de Control. Tras la victoria de Sueño Georgiano en las elecciones parlamentarias de 2012, se convirtió en una de las opositoras más activas del gobierno y ganó la reelección en 2016 y 2020. 
También fue una de los varios diputados que se negaron a reconocer los resultados de las elecciones parlamentarias de 2020 después de que surgieran acusaciones de fraude electoral masivo y boicotearon el nuevo Parlamento hasta mayo de 2021. Ha sido una figura destacada del Movimiento Nacional Unido y ha sido objeto de varios ataques por motivos de género por parte del partido Sueño Georgiano y sus aliados.
De mayo de 2023 a junio de 2024, fue presidenta de la bancada del Movimiento Nacional Unido en el Parlamento. En junio de 2024, se convirtió en presidenta de su partido y también en líder de la coalición Unidad – Movimiento Nacional.

## Primeros años y educación
Nació el 29 de mayo de 1983 en Tiflis, en ese momento la capital de la Georgia soviética, Unión Soviética. Como estudiante, se mudó a Estados Unidos y estudió en el Smith College en Northampton, Massachusetts, donde obtuvo una licenciatura en ciencias políticas en 2004. En 2008, se graduó con una maestría en diplomacia y derecho internacional de la Escuela Fletcher de la Universidad de Tufts. Además de su carrera política, actualmente trabaja como profesora en la Universidad de Georgia.
Está casada y tiene tres hijos.

## Servicio público
Al regresar a Georgia después de sus estudios en los Estados Unidos en 2009, trabajó para el Instituto Nacional Demócrata, una organización financiada por el gobierno estadounidense hasta 2011, antes de trabajar como subdirectora del Departamento de Organizaciones Internacionales en el Ministerio de Asuntos Exteriores de Georgia.
En enero de 2012, Bokuchava fue nombrada directora adjunta de la Cámara de Control, el principal organismo de auditoría estatal del país, bajo la dirección del presidente de la cámara, Levan Bezhashvili. Su mandato coincidió con el nuevo y mayor papel de la Cámara en la supervisión de las actividades financieras de los partidos políticos de cara a las elecciones parlamentarias de 2012. Durante su servicio, el propio presidente Míjeil Saakashvili le regaló un teléfono móvil en un caso que más tarde sería utilizado por los fiscales como prueba de abuso de poder por parte del expresidente.

## Carrera política
Durante las elecciones parlamentarias de 2012, Bokuchava ocupó el cuarto lugar en la lista electoral del Movimiento Nacional Unido, siendo presentada como una figura líder relativamente nueva del partido gobernante. Aunque ganó un escaño en el Parlamento, el UNM fue derrotado por Sueño Georgiano y se convirtió en la mayor fuerza de oposición en Georgia. Rápidamente se convirtió en una figura pública muy conocida y una de las críticas más vivas del nuevo gobierno georgiano. Criticó en particular la liberación de más de mil prisioneros caracterizados como «presos políticos» por el Parlamento, argumentando que muchos de ellos habían sido arrestados legítimamente por vínculos con los servicios de inteligencia rusos. El 11 de octubre de 2013, anunció su retirada y la de su partido del Grupo Interinstitucional sobre Elecciones, un grupo encargado de abordar las violaciones de la ley electoral, después de un enfrentamiento verbal con la Ministra de Justicia, Tea Tsulukiani.
Bokuchava fue reelegida en 2016, ocupando el puesto 19 en la lista electoral de la UNM y se desempeñó como vicepresidenta del Comité de Protección Ambiental y Recursos Naturales. Durante su segundo mandato, sus críticas sobre la independencia judicial del país fueron cada vez más abiertas, acusando a los jueces de corrupción y de pertenecer a un llamado «clan» que beneficia al partido gobernante Sueño Georgiano. El 27 de enero de 2019, abandonó el grupo de trabajo parlamentario sobre la reforma judicial después de que este se negara a discutir las propuestas de reforma presentadas por la UNM en medio de una disputa por un controvertido nombramiento de 20 nuevos jueces de la Corte Suprema para cargos vitalicios, un nombramiento contra el cual ella había votado. En diciembre, tanto ella como la diputada Eka Beselia forzaron un receso del Comité de Asuntos Jurídicos al obstruir su sesión. También criticó el proceso de selección del Fiscal General, argumentando que las reformas legales no fueron suficientes para impedir que Sueño Georgiano tuviera el control total del sistema. Mientras el fiscal general Irakli Shotadze participaba en la audiencia de confirmación, reveló supuestas pruebas de la falsificación de su diploma universitario y amenazó con iniciar un proceso de destitución si era confirmado. En febrero de 2020, ella y la diputada Elene Joshtaria interrumpieron otra audiencia de confirmación gritándole esclavo a Shotadze.
Tina Bokuchava estaba pidiendo vocalmente la renuncia de varios funcionarios de Sueño Georgiano después de la llamada «Noche de Gavrílov», una ola de manifestaciones de activistas que protestaban contra el curso de política exterior aparentemente prorruso del gobierno georgiano que sería dispersado violentamente por la policía, incluido el diputado Zakaria Kutsnashvili y Giorgi Gajaria, quien creía que debería haber sido procesado por su papel en la dispersión. En septiembre de 2019, fue elegida como representante de su partido en la Comisión Constitucional encargada de organizar debates públicos sobre un compromiso ofrecido por Sueño Georgiano para celebrar las elecciones parlamentarias de 2020 con un método totalmente proporcional como forma de sacar a Georgia de su crisis política. Sin embargo, tras el fracaso de la enmienda constitucional propuesta, pidió elecciones parlamentarias anticipadas, la liberación de Giorgi Rurua, un activista de la UNM encarcelado en 2019, y anunció un boicot parlamentario junto con parte de la oposición. Tras el fracaso de la enmienda, supuestamente cortó con tijeras el pase parlamentario del diputado del GD Karlo Kopeliani, aunque las acusaciones no fueron probadas. Puso fin a su boicot en marzo de 2020 tras un nuevo intento de acuerdo político entre el gobierno y la oposición que resultó en la creación de una nueva comisión constitucional a la que ella se unió. El acuerdo condujo a la reducción de los distritos mayoritarios del Parlamento de 75 a 30.
Durante la pandemia de COVID-19, criticó el paquete de beneficios sociales del gobierno como un posible uso de fondos públicos para aumentar sus posibilidades de victoria en las elecciones parlamentarias de 2020. Votó en contra de un proyecto de ley que otorgaba al gobierno poderes extraconstitucionales en tiempos de emergencia sanitaria sin la declaración del estado de emergencia  y amenazó con presentar una demanda ante el Tribunal Constitucional. También patrocinó un proyecto de ley fallido para crear un comité de investigación parlamentaria sobre la controvertida muerte de Temirlan Machalikhashvili, un joven asesinado por agentes de la ley durante una operación antiterrorista en el valle de Pankisi.
En las elecciones de 2020, fue reelegida después de aparecer en el puesto 24 en la lista electoral de la UNM y fue una de las portavoces más activas del partido. Hizo un llamamiento a todos los partidos de la oposición a comprometerse a no unirse al Sueño Georgiano en caso de que se formara un gobierno de coalición, respaldó la candidatura de Míjeil Saakashvili como primer ministro y criticó al partido de oposición Georgia Europea por liderar una campaña contra Saakashvili. Aunque el UNM y otros partidos de oposición inicialmente se negaron a reconocer los resultados que vieron la reelección de Sueño Georgiano para un tercer mandato como partido mayoritario tras el surgimiento de acusaciones masivas de fraude electoral, ella jugó un papel importante en la organización de protestas públicas, mientras que potencialmente contactó a los líderes de Sueño Georgiano para negociaciones. Ella fue una de los 49 parlamentarios boicoteadores que se negaron a ocupar sus escaños durante meses en medio de una crisis política. Tras la dimisión del primer ministro Giorgi Gakharia en febrero de 2021 y la creación de un partido de oposición, afirmó que todavía estaba bajo la influencia financiera del empresario vinculado a Rusia y fundador del Sueño Georgiano, Bidzina Ivanishvili y cuando fue sustituido por Irakli Gharibashvili, calificó el nombramiento de "reciclaje político que confirmó la influencia de Vladimir Putin en Georgia". Bokuchava aceptó participar en las negociaciones con el gobierno mediadas por el presidente del Consejo Europeo, Charles Michel, en marzo de 2021, anunciando el aplazamiento de todas las manifestaciones planeadas por su partido durante las conversaciones.
Bokuchava se incorporó al Parlamento en mayo de 2021 después de que la oposición y Sueño Georgiano llegaran a un acuerdo que la UNM se negó a firmar pero «se unió en espíritu». El acuerdo duró poco, ya que el partido gobernante lo canceló a los pocos meses y Bokuchava visitó Estados Unidos con el presidente de la UNM, Nika Melia, para apuntalar el apoyo del Congreso estadounidense a la oposición georgiana. En diciembre de 2021, participó en una reunión confidencial con los líderes del Sueño Georgiano para negociar una posible reforma electoral.
En el Parlamento, Bokuchava ha sido miembro del Comité de Relaciones Exteriores y del Consejo de Gobernanza Abierta desde que puso fin a su boicot en junio de 2021. También forma parte de las delegaciones georgianas ante la Asamblea Parlamentaria de la OTAN, la Asamblea Parlamentaria de la OSCE y el Comité de Asociación Parlamentaria UE-Georgia.

#### Presidente de la Facción UNM
En abril de 2023, Bokuchava reapareció en la escena política después de una baja por maternidad. El 8 de mayo sería elegida presidenta de la fracción UNM en el Parlamento, en reemplazo de Khatia Dekanoidze, quien previamente había renunciado y abandonado el partido en protesta por su nuevo liderazgo bajo el mando de Levan Jabeishvili. Como líder de facción, enfrentó una crisis interna el 17 de mayo cuando cuatro miembros de facción de los partidos SFP y NDP rompieron la línea fraccional para votar a favor de la confirmación de tres nominados al Consejo Superior de Justicia, nominados que fueron considerados por organizaciones de la sociedad civil como nominados del llamado "clan judicial", cuyos líderes habían sido previamente sancionados por Estados Unidos. Los cuatro diputados abandonaron la facción por su cuenta tras ser amenazados con ser despedidos.
Tras la aprobación en mayo de 2024 de la Ley de Transparencia en la Influencia Extranjera, un proyecto de ley que la comunidad internacional y la sociedad civil condenaron por estar "inspirado en el Kremlin" y por amenazar la independencia de la sociedad civil y los medios de comunicación, y cuya introducción condujo a una importante crisis política interna y a la imposición de sanciones por parte de los Estados Unidos contra los líderes del Sueño Georgiano, la facción parlamentaria del UNM declaró un boicot. Renunció como presidenta de la facción de la UNM en junio de 2024 tras su elección como presidenta del Movimiento Nacional Unido.

### Activismo dentro de la UNM
Tina Bokuchava es una de las líderes más conocidas de la UNM y se desempeña como Presidenta de la Organización de Mujeres de la UNM desde 2013, miembro del Consejo Político de la UNM desde 2017  y Secretaria de Asuntos Exteriores del partido desde enero de 2022. También se la ha caracterizado como una de las «figuras más polarizadoras» de Georgia, lo que puede haber estado relacionado con su degradación progresiva en la lista electoral del partido del 4º (2012) al 24º puesto (2020). Durante las elecciones locales de 2021, fue considerada como una posible candidata a la alcaldía de Poti, aunque el partido optó por nominar a Gigi Ugulava, líder de la Georgia Europea.
Bokuchava fue una de los seis diputados del UNM que permanecieron en el partido cuando este se separó en 2017 después de que la mayoría de sus miembros creara el Partido Georgiano Europeo. Esto aumentó significativamente su posición, permitiéndole convertirse en Secretaria de la facción parlamentaria de la UNM, mientras buscaba utilizar regulaciones parlamentarias para impedir que Georgia Europea registrara su propia facción. Más tarde, la diputada Salomé Samadashvili le daría crédito por mantener viva la labor legislativa del partido después de la división de 2017.
Ha sido objeto de varios ataques por parte de grupos afiliados al Sueño Georgiano. En octubre de 2019, una página de Facebook titulada Movimiento Provocativo Unido publicó una fotografía de Bokuchava susurrándole al activista de la ONG Eduard Marikashvili durante una audiencia parlamentaria, que la página utilizó para afirmar que existía un vínculo entre el UNM y organizaciones de la sociedad civil. Más tarde se revelaría que el fotógrafo era empleado de la Fiscalía General de la República. En 2017, los agentes del orden le impidieron entrar en el Ayuntamiento de Tbilisi para protestar por la entrega de dos terrenos a Bidzina Ivanishvili. Revelaría pruebas que vinculan a Badri Katamadze, el hombre arrestado por incendiar la Biblioteca Presidencial Saakashvili en 2020, con el Servicio de Seguridad del Estado.
Bokuchava estuvo muy involucrada en las elecciones presidenciales de 2018, apoyando al candidato de la UNM Grigol Vashadze y haciendo campaña contra Salomé Zurabishvili, apoyada por GD, a la que calificó de títere y traidora. Acusó a la Comisión Electoral Central de colaborar secretamente con la campaña de Zurabishvili y reveló supuestas pruebas de fraude electoral. Una vez elegida Zourabichvili, Bokuchava la acusó de intentar acabar con la libertad de expresión con su propuesta de penalizar la difamación. También apoyó la campaña de Sandra Roelofs para la alcaldía de Zugdidi en mayo de 2019 y fue expulsada por la fuerza de un lugar de votación por no presentar un documento de identidad.

#### Presidente de la UNM
El 8 de junio, Tinatin Bokuchava se convirtió en presidente del Movimiento Nacional Unido, sucediendo a Levan Jabeishvili, quien renunció debido a complicaciones de salud tras la paliza que recibió a manos de la policía georgiana el mes anterior. Como tal, es la primera mujer en ocupar el cargo.
En agosto de 2024, asistió a la Convención Nacional Demócrata en Chicago, donde conoció a la candidata presidencial Kamala Harris y a los senadores del Partido Demócrata.

## Posiciones políticas
Bokuchava se ha distinguido por ser una opositora vocal del gobierno liderado por el Sueño Georgiano desde 2012, pidiendo repetidamente su renuncia durante varias crisis políticas y la convocatoria de elecciones parlamentarias anticipadas. En 2017, se opuso a una reforma electoral que otorgaba al partido gobernante más influencia sobre la Comisión Electoral Central. También se opuso a un proyecto de ley de Sueño Georgiano que ampliaba la vigilancia doméstica, mientras que ella misma era objeto de vigilancia por parte del Servicio de Seguridad del Estado según una filtración masiva de escuchas telefónicas en 2021. Ella es una de los pocos líderes de la oposición que ha apoyado las cuotas de género en las listas electorales de los partidos, aunque de manera temporal.
Firme defensora de la integración de Georgia en la Unión Europea y la OTAN, es uno de los miembros más pro occidentales del Parlamento. Apoyó una propuesta de 2017 del presidente Giorgi Margvelashvili y la presentó al vicepresidente estadounidense Mike Pence para que la Casa Blanca designe un representante especial sobre el conflicto en Georgia. También ha respaldado una solidaridad más abierta hacia Ucrania desde que el país se enfrenta a una invasión rusa, participando en una visita de la oposición multipartidaria a Kiev en febrero de 2022, pidiendo al gobierno georgiano que convoque una sesión especial de su Consejo de Seguridad Nacional, firmando una petición pidiendo el nombramiento de una sesión parlamentaria extraordinaria, y acusando a las autoridades de ayudar a Rusia a desviar las sanciones. Calificó de "inconstitucional" la decisión del Gobierno de bloquear las visitas de la presidenta Salomé Zurabishvili a las capitales europeas desde que comenzó la guerra. También ha propuesto ampliar la Ley georgiana sobre los territorios ocupados para que se aplique también a las regiones de Donetsk y Luhansk en Ucrania, imponiendo de hecho nuevas sanciones a Rusia.
Tina Bokuchava ha apoyado al expresidente Saakashvili, alegando que el proceso judicial iniciado contra él en 2014 tenía "connotaciones políticas". Pidió la renuncia del entonces desaparecido Giorgi Mghebrishvili después de que este admitiera en una conversación telefónica filtrada que no aceptaría la extradición de Saakashvili a Georgia, confirmando así las acusaciones de que el procesamiento tenía como objetivo principal evitar el regreso de Saakashvili a Georgia. Ella ha calificado el proceso contra él, basado en acusaciones de abuso de poder, como "cumplimiento de las órdenes de Putin". Ella lo ha visitado en prisión desde su regreso a Georgia en 2021, ha pedido repetidamente su liberación y participó en las negociaciones para trasladarlo a una clínica privada, comprometiéndose a no realizar manifestaciones en caso de su traslado.
Según ISFED, una organización de la sociedad civil con sede en Tiflis, Bokuchava ha sido "uno de los principales objetivos de ataques sexistas por parte de grupos afiliados al partido gobernante Sueño Georgiano".